# Crowley (Louisiana)
Crowley è un comune degli Stati Uniti d'America, situato nello Stato della Louisiana, in particolare nella parrocchia di Acadia, della quale è il capoluogo.